# Ускова Яна Вікторівна
Яна Вікторівна Ускова  (рос. Яна Викторовна Ускова, 28 вересня 1985) — російська гандболістка, олімпійська медалістка.

## Виступи на Олімпіадах
| Олімпіада  | Дисципліна | Місце |
| ---------- | ---------- | ----- |
| Пекін 2008 | гандбол    | 2     |